# テラ・ローザ (バンド)
テラ・ローザ（Terra Rosa）は、1982年に大阪府で結成、1987年にデビューした日本のヘヴィメタル・バンド。女性ヴォーカリスト・赤尾和重のパワフルな歌声と、レインボーに影響を受けた美しいメロディで話題となった。

## 来歴
1982年、赤尾和重（ヴォーカル）と、元X-Rayの岡垣正志（キーボード）を中心に結成。その後にメンバー・チェンジを繰り返し、シマ・ユウジ（ギター）や、後にDEAD ENDで活動する足立祐二（ギター）など、多くのミュージシャンが出入りした。
1986年、2本目のデモテープが、ロック雑誌『We ROCK』によるアマチュア・コンテストのグランプリを獲得。
1987年、インディーズレーベルのマンドレイク・ルートから、1stアルバム『The Endless Basis』を発表。この時のラインナップは赤尾、岡垣、三宅庸介（ギター）、山口宏二（ベース）、STARLESSの堀江睦男（ドラムス）。
1989年、キングレコード傘下のネクサスと契約。『The Endless Basis』の一部のパートを録り直して再発するが、その後、三宅が脱退。赤尾、岡垣、鈴木広美（ギター）、山口、MARINOの板倉淳（ドラムス）というラインナップで、2ndアルバム『Honesty』発表。
1990年、鈴木の後任に今井芳継（ギター）を迎え、3rdアルバム『Sase』を発表。本作からは、「火の中に影」がシングルカットされた。
1992年1月17日、大阪梅田バナナホールでのライブを最後に解散。
1999年、デビュー前の音源を集めた『Primal』発表。また、赤尾・岡垣・三宅・堀江にサポート・ベーシストを加えた編成で、再結成ライブを行う。
2006年12月、山口が病気により死去。追悼の為、2008年1月5日に1日限りの再結成。山口の好んだ曲を中心とした再録集『Terra Rosa Of Angry Waves Tribute to Koji Yamaguchi』をリリース。
2016年、足立の提案により、赤尾、岡垣、足立、MASAKI、佐藤潤一（ex.GALNERYUS）の編成で、期間限定の再結成。初期の楽曲を演奏する東名阪ツアー「TERRA ROSA PRIMAL TOUR 2016」が行われた。廃盤となっていた『Primal』がボーナス・トラックを加えた『Primal Plus』として再発された他、足立書き下ろしの新曲も演奏された。

## ディスコグラフィー
オリジナル・アルバム
- The Endless Basis（1987年） - 現行CDは1989年の再発ヴァージョン
- Honesty（1989年）
- Sase（1990年）

その他
- Live...Final Class Day（1992年）
- Primal（1999年）
- TERRA ROSA OF ANGRY WAVES Tribute to Koji Yamaguchi（2008年）
- Primal Plus（2016年）
- TERRA ROSA LIVE FROM CODA（2017年）
- Terra Rosa 30th Anniversary Premium BOX（2019年）

映像作品
- ZETA Vol.11 LIVE Final Class Movie（1992年/VHS）
- ONE NIGHT CLASSDAY（2010年/DVD）